# Maison Lebrun (Theux)
Pour les articles homonymes, voir Maison Lebrun.
La maison Lebrun parfois orthographiée maison Le Brun est un édifice de style mosan situé à Theux, dans la province de Liège en Belgique.

## Situation
La maison occupe à elle seule, le côté sud de la place du Perron, la place principale de la ville de Theux. Elle est une des plus anciennes demeures de cette place historique.

## Historique
Cet hôtel particulier a été réalisé pour son premier propriétaire, Nicolas de Limbourg (1573-1645), chirurgien et bourgmestre de Theux. La construction date de 1630 comme indiqué par les quatre chiffres en métal placés sur toute la longueur d'un des bandeaux supérieurs de la façade. Ensuite, l'édifice passe successivement dans la patrimoine des familles Boniver, de Presseux, Lebrun (Le Brun) et Couchard. Le nom actuel provient de la famille de Georges Le Brun, peintre verviétois né le 16 juin 1873 à Verviers et mort le 26 octobre 1914  à Stuivekenskerke sur le front de l'Yser. Depuis 1970, l'immeuble est devenu une annexe de l'hôtel de ville voisin.

## Architecture
La façade principale de l'immeuble est constituée de six travées et de deux niveaux et demi érigés dans le style mosan. Le soubassement est édifié en pierre calcaire et le reste de la façade est construit en brique interrompue par sept bandeaux en pierre calcaire. Les quatre travées de gauche ont conservé leurs baies initiales avec meneaux et traverses en pierre calcaire représentatifs du style mosan alors que les deux travées de droite ont été fortement remaniées à la fin du XIXe siècle. Au rez-de-chaussée, par-dessus le soubassement, une vitrine a été percée en 1815.
La façade à pignon de la rue Hocheporte comptant quatre travées rythmées par onze bandeaux en pierre calcaire est prolongée par une porte charretière cintrée alors que celle jouxtant l'hôtel de ville ne possède aucun bandeau de pierre.

## Classement
La maison Lebrun fait l'objet d'un classement comme monument historique depuis le 22 mars 1983.